# Rumex pulcher
Rumex pulcher é uma espécie de planta com flor pertencente à família Polygonaceae. 
A autoridade científica da espécie é L., tendo sido publicada em Species Plantarum 1: 336. 1753.

## Portugal
Trata-se de uma espécie presente no território português, nomeadamente os seguintes táxones infraespecíficos:
- Rumex pulcher subsp. pulcher - presente em Portugal Continental e no Arquipélago dos Açores. Em termos de naturalidade é nativa de Portugal Continental e introduzida no Arquipélago dos Açores. Não se encontra protegida por legislação portuguesa ou da Comunidade Europeia.
- Rumex pulcher subsp. woodsii - presente em Portugal Continental e no Arquipélago da Madeira. Em termos de naturalidade é nativa das duas regiões atrás referidas. Não se encontra protegida por legislação portuguesa ou da Comunidade Europeia.